# Хапоэль (баскетбольный клуб, Холон)
«Хапоэль» Холон (ивр. הפועל חולון‎) — израильский баскетбольный клуб из города Холон. Клуб играет в Лиге ха-аль, высшем дивизионе израильского баскетбола. «Хапоэль» (Холон) выиграл свой первый титул чемпиона Израиля в 2008 году, победив многолетнего чемпиона «Маккаби» (Тель-Авив) в финале «Финала Четырёх».

## История
Клуб основан в 1947 году, а в 1954 году стал одним из основателей высшего дивизиона, завершив дебютный сезон на втором месте.

### 80-е годы
В сезоне 1985/1986 команда вновь завоевала серебряные медали чемпионата Израиля.

### 90-е годы
Сезон 1990/1991 «Хапоэль» завершил на третьем месте.
В 1995 году команда играла в финале Кубка Израиля, где уступила команде «Бней Герцлия».
В сезоне 1998/1999 команда завоевала бронзовые медали чемпионата Израиля.

### Недавняя история
В сезоне 2000/2001 команда пережила финансовый кризис и по итогам сезона покинула высший дивизион, а затем опустилась и во Всеизраильскою лигу, третью по уровню.
В 2002 году «Хапоэль» приобрёл израильский бизнесмен Михаэль (Мики) Дорсман, который стал лично его тренировать. Под руководством Дорсмана команда в 2003 году вернулась в Национальную лигу, которую выиграла в 2006 году, но не перешла в высший дивизион по финансовым причинам. В 2007 году команда вновь выиграла Национальную лигу и вернулась в «Лигат ха-Аль».
«Хапоэль» завершил регулярный сезон 2007/2008 во главе турнирной таблицы. Команда вышла в финал плей-офф, где победила «Маккаби» (Тель-Авив) со счетом 73-72, завоевав первый в своей истории чемпионский титул. Малик Диксон забросил победный мяч за четыре секунды до конца игры. Пи-Джей Таккер завоевал титул MVP. Это был первый раз за последние 14 лет, когда тель-авивский «Маккаби» не смог выиграть лигу.
Клуб шесть раз выходил в финал Кубка Израиля, но не выигрывал титул ни разу до 2009 года, когда Брайан Толберт забросил 3-х очковый бросок с финальной сиреной, принеся победу клубу со счетом 69-68 над «Маккаби» (Хайфа) в финальном матче.
В 2018 год, снова выиграл кубок страны.

## Известные игроки
За годы существования клуба за него выступали несколько бывших игроков NBA, в том числе Пи-Джей Таккер, Кен Баннистер, Кларенс Ки и Ричард Дюма. Лучшим коренным израильским игроком был Офер Эшед, который играл за команду с 1957 по 1972 и является лучшим бомбардиром команды за все времена, набрав 7495 очков.

## Титулы
- Высшая лига (Лигат ха-аль)
  - Чемпион: 2007/08, 2021/22
- Кубок Израиля
  - Обладатель: 2009, 2018
- Liga Leumit
  - Чемпионы 2006, 2007
  - Чемпионы регулярного сезона 2004, 2007

## Цвета и талисман
Цветами команды являются жёлтый и фиолетовый с тех пор, как американский еврей, болельщик клуба НБА Los Angeles Lakers, пожертвовал ей форму своего любимого клуба.
В течение многих лет талисманом «Хапоэля» из Холона был тигр. Тигр многие годы присутствовал на логотипе команды, а в 90-е годы команда даже называлась «Хапоэль Тигры Холон» из-за своего логотипа. Сегодня тигр существует, но в другой форме.